# Ханс фон Бойнебург-Ленгсфелд
Вилхелм Георг Густав Бото Рудолф Ханс Фрайхер фон Бойнебург-Ленгсфелд (на немски: Wilhelm Georg Gustav Botho Rudolf Hans Reichsfreiherr von Boineburg-Lengsfeld) е немски офицер, служил по време на Първата и Втората световна война.

## Биография

#### Ранен живот и Първа световна война (1914 – 1918)
Ханс фон Бойнебург-Ленгсфелд е роден на 9 юни 1889 г. в Айзенах, Германска империя. Присъединява се към армията през 1910 г. като офицерски кадет. Участва в Първата световна война, където с чин лейтенант служи в различни кавалерийски формации.

##### Междувоенен период
След края на войната се присъединява към Райхсвера. На 10 октомври 1937 г. е издигнат в чин оберст.

#### Втора световна война (1939 – 1945)
През 1939 г. командва последователно 4-та и 7-а стрелкова бригада. Между 24 юли и 7 септември 1940 г. ръководи 4-та танкова дивизия. На 25 септември 1941 г. поема ръководството на 23-та танкова дивизия, а няколко дни по-късно, на 1 октомври 1941 г., е издигнат в чин генерал-майор. От 16 ноември същата година в чин генерал-лейтенант. След това заема поста Mil.Bef.Frankreich и става командващ офицер на крепостта на Париж. До края на войната заема различни тилови назначения.

##### Пленяване и смърт
Пленен е на 8 май 1945 г. и е освободен през следващата година. Умира на 20 ноември 1980 г. във Фелсберг-Алтенбург, Германия.

## Военна декорация
- Германски орден „Железен кръст“ (1914) – II (20 септември 1914) и I степен (1 октомври 1917)
- Германски орден „Кръст на честта“ (20 декември 1934)
- Германски орден „Железен кръст“ (1939, повторно) – II (24 септември 1939) и I степен (1 октомври 1939)
- Германска „Танкова значка“ (1940) – бронзова (17 юли 1940)
- Рицарски кръст (19 юли 1940)